# Hypercourt
Hypercourt – gmina we Francji, w regionie Hauts-de-France, w departamencie Somma. W 2013 roku liczba ludności wynosiła 705 mieszkańców. 
Gmina została utworzona 1 stycznia 2017 roku z połączenia trzech ówczesnych gmin: Hyencourt-le-Grand, Omiécourt oraz Pertain. Siedzibą gminy została miejscowość Pertain.